# Messe en ut majeur K. 167 de Mozart
 Missa in honorem Sanctissimae Trinitatis
La  Missa in honorem Sanctissimae Trinitatis en ut majeur, K. 167 est une messe de Wolfgang Amadeus Mozart. Elle a été écrite à Salzbourg en juin 1773.
Son sous-titre (in honorem Sanctissimae Trinitatis) et sa date indiquent qu'elle a probablement été composée pour le dimanche de la Trinité, et pour être exécutée dans l'Église de la Trinité à Salzbourg. C'est la seule messe de Mozart ne comportant que la seule partie chorale, en excluant toute intervention de chanteurs solistes.
Le manuscrit se trouve à la Staatsbibliothek Preußischer Kulturbesitz Berlin.

## Structure
L'œuvre comporte six mouvements, qui suivent l'ordre traditionnel de la messe: . L'exécution dure 25–30 minutes.
1. Kyrie, Allegro, en ut majeur, à , 56 mesures - partition
2. Gloria, Allegro, en ut majeur, à 
, 160 mesures - partition
3. Credo, Allegro, en ut majeur, à , 392 mesures - partition
—Et incarnatus est..., Adagio (mesure 63), en ut majeur, à  - partition
—Et resurrexit..., Allegro (mesure 76), en ut majeur, à  - partition
—Et in Spiritum Sanctum..., Allegro (mesure 121), en sol majeur, à 
 - partition
—Et unam sanctam..., Allegro (mesure 232), en ut majeur, à  - partition
—Et vitam venturi saeculi..., Allegro (mesure 256), en ut majeur, à  - partition
4. Sanctus, Andante, en ut majeur, à 
, 32 mesures - partition
—Hosanna in excelsis..., Allegro (mesure 17), en ut majeur, à  - partition
5. Benedictus, Allegro, en fa majeur, à , 80 mesures - partition
6. Agnus Dei, Adagio, en ut majeur, à 
, 127 mesures - partition
—Dona nobis pacem..., Allegro moderato (mesure 59), en ut majeur, à  - partition

## Orchestration
| Instrumentation de la Missa in honorem Sanctissimae Trinitatis |
| Voix                                                           |
| Chœur : sopranos, altos, ténors, basses                        |
| Cordes                                                         |
| premiers violons, seconds violons, violoncelles, contrebasses  |
| Bois                                                           |
| 2 hautbois                                                     |
| Cuivres                                                        |
| 2 cors en do, 2 trompettes courtes (clarines) en do            |
| Percussions                                                    |
| 2 timbales en do et sol                                        |
| Clavier                                                        |
| orgue                                                          |